# Dagus trichocerus
Dagus trichocerus är en tvåvingeart som beskrevs av Wayne N. Mathis 1983. Dagus trichocerus ingår i släktet Dagus och familjen vattenflugor. Inga underarter finns listade i Catalogue of Life.